# Ain Roost
Ain Roost, född 12 maj 1946, är en friidrottare från Kanada. Han deltog vid olympiska sommarspelen 1972 och olympiska sommarspelen 1976.